# 許書標
許書標（羅馬化：Chaleo Yoovidhya，1923年8月17日—2012年3月17日），是泰籍華裔企業家，紅牛能量飲料的创办人。

## 生平
祖籍海南岛。他的父親來自海南島。他出生於泰國披集府。許書標於2012年3月17日在曼谷去世。長子為許書恩。